# Сиртакі

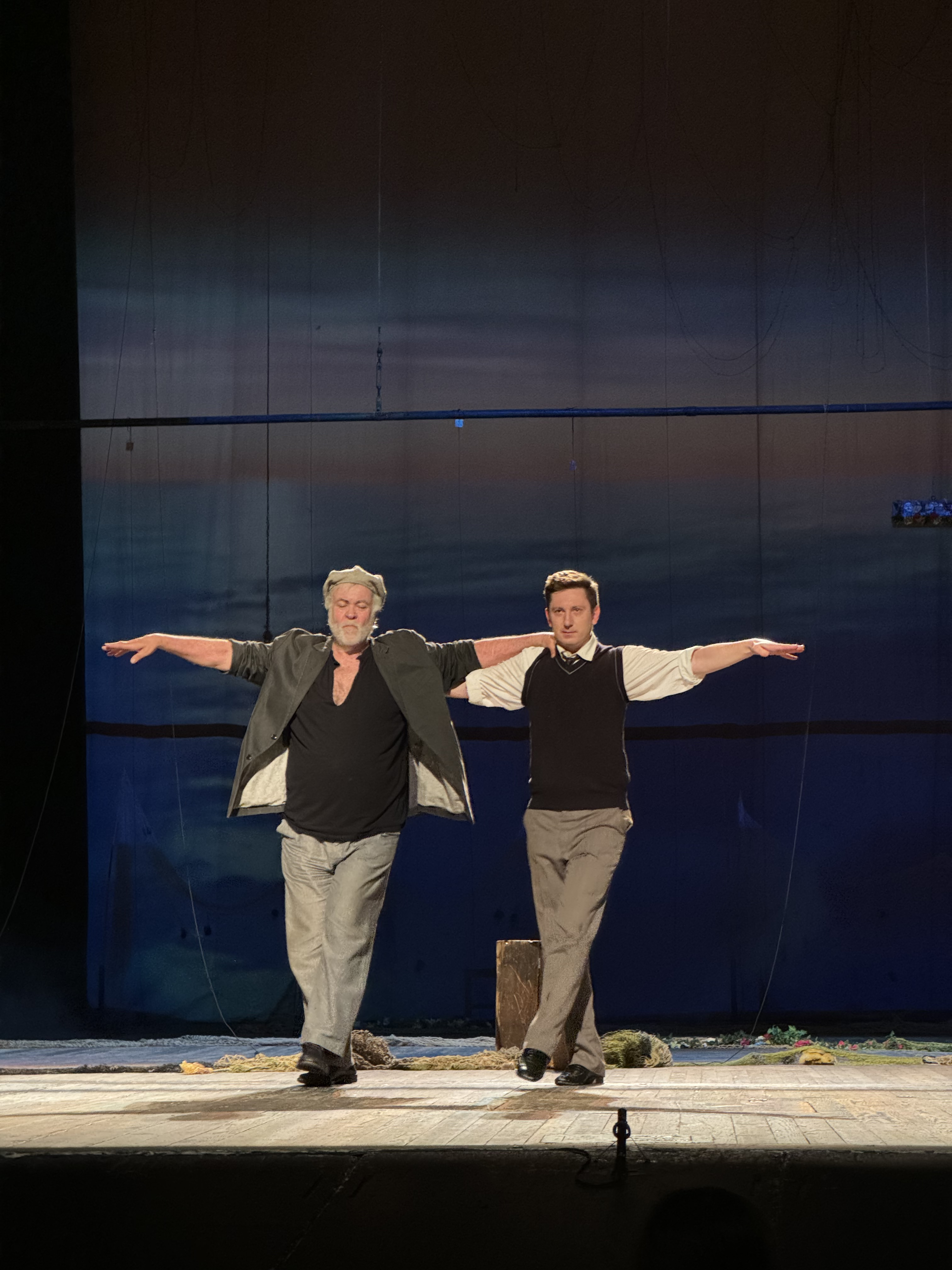
Анатолій Хостікоєв і Денис Мартинов виконують сиртакі у виставі «Грек Зорба». Національний академічний драматичний театр ім. Івана Франка, Київ

Сирта́кі (грец. συρτάκι «торкання») — популярний грецький танець.

## Хореографія танцю
Сиртакі танцюють як чоловіки, так і жінки, стоячи в рядок або колом, поклавши руки на плечі партнерів по танцю. Особливістю сиртакі є його музичний розмір — змінюваний, іноді часто, зазвичай зростаючий від 4/4 до 2/4.
Початок танцю характеризується повільними плавними рухами, що поступово переходять у більш швидкі, навіть різкі, нерідко поєднані зі стрибками і підскоками.

## Історія танцю
Сиртакі не є народним танцем: його було спеціально створено у 1964 році для художньої стрічки «Грек Зорба», музику ж до танцю написав грецький композитор Мікіс Теодоракіс. Саме тому іноді і сам танець, і музику до нього називають танець Зорби.
Не будучи народним танцем, сиртакі, однак, є сумішшю окремих хореографічних рухів як швидких, так і повільних версій грецького народного танцю хасапіко.
Про безпосереднє «створення» танцю, яке було історичним курйозом, розповів американський актор Ентоні Квінн, який зіграв головну роль у стрічці «Грек Зорба», у своїх мемуарах. Так, за його словами, в останній день зйомок стрічки знімалась сцена, де головний герой грек Зорба, якого грав автор, вчить іншого героя народному танцю, а напередодні Квінн зламав ногу і таким чином ніяк не міг стрибати в танці, як того вимагав сценарій. Тоді він заспокоїв режисера стрічки Міхаліса Какоянніса тим, що знає трохи інший танець, без підскоків, але з плавними і повільними рухами. Коли актор показав «танець», режисеру сподобалось і зйомки тривали далі. Єдине, що спитав Какоянніс, так це про назву, на що Квінн, не роздумуючи, випалив: «Сиртакі». Стосовно назви, вона є димінутивом грецького слова syrtos (сіртос, сиртос) — спільної назви групи народних танців острову Крит, т. зв. повільних танців-хитавиці, на відміну від pidikhtos (підихтос) — швидких танців-стрибків.

## Сиртакі у сучасній мас-культурі
Після виходу стрічки «Грек Зорба» на екрани, танець сиртакі здобув шалену популярність, перетворившись на один з символів Греції. Для багатьох Греція асоціюється са́ме з повільним і водночас запальним сиртакі.

## Виноски
1. ↑  Jeremy Arnold. «Zorba the Greek».(англ.)